# 31 octombrie
ianuarie • februarie • martie  • aprilie  • mai  • iunie  • iulie  • august  • septembrie  • octombrie  • noiembrie  • decembrie
31 octombrie este a 304-a zi a calendarului gregorian și a 305-a zi în anii bisecți. Mai sunt 61 de zile până la sfârșitul anului.

## Evenimente

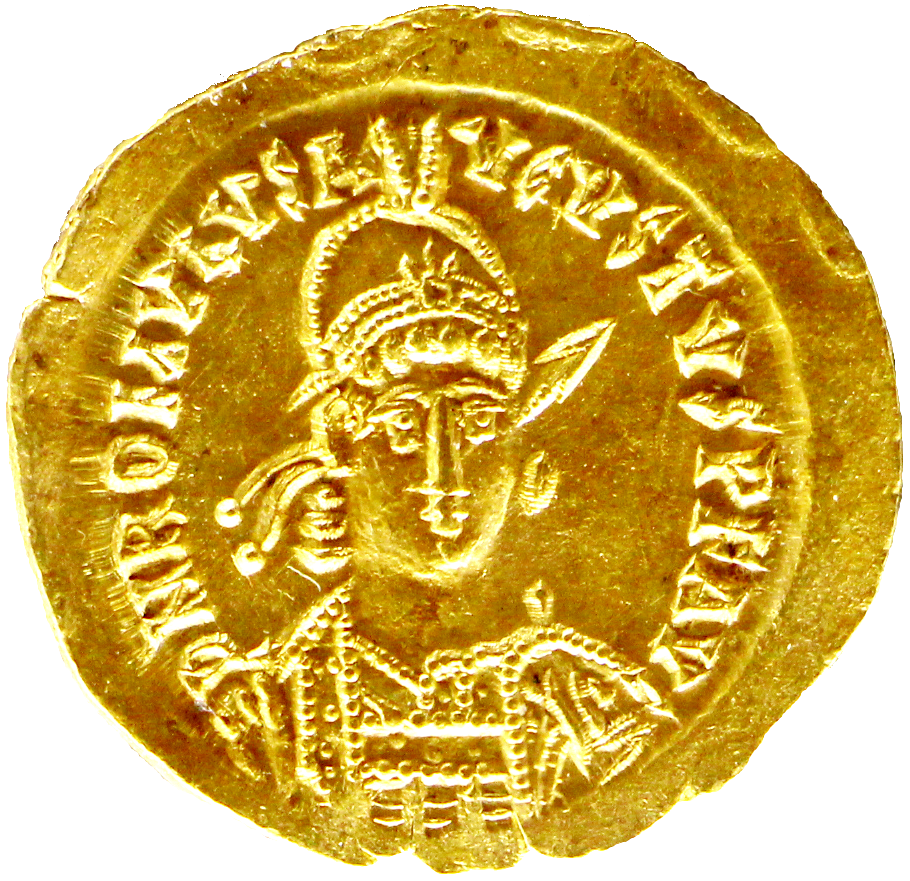
Romulus Augustus este proclamat împărat al Romei. Este ultimul împărat (475-476) al Imperiului Roman de Apus.

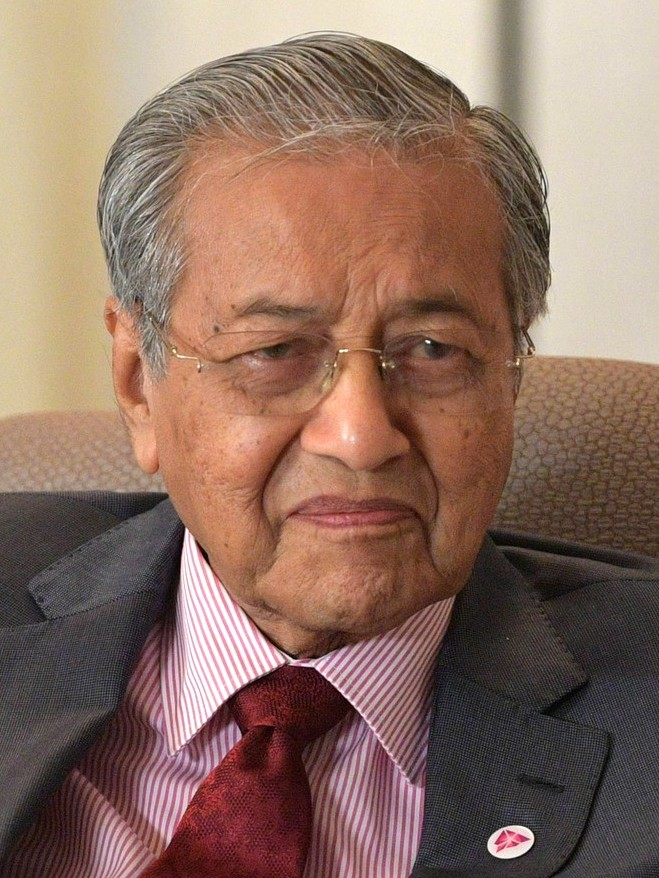
În 2003, Mahathir Mohamad a demisionat din funcția de prim-ministru al Malaeziei.

- 0475: Romulus Augustus este proclamat împărat al Romei.
- 0802: Nicefor I Genikos este ales împărat a Bizanțului.
- 1517: Profesorul Martin Luther lipește pe ușa bisericii din Wittenberg cele 95 de teze, care invitau la o dispută academică pe tema indulgențelor. Data este considerată drept început al Reformei, sărbătorită de protestanți ca Ziua Reformei.
- 1756: Giacomo Casanova reușește să fugă din Palatul Dogilor din Veneția unde a fost închis pentru afront la adresa religiei și a decenței comune.
- 1864: Nevada a devenit cel de al 36-lea stat al Statelor Unite ale Americii.
- 1869: La Gara Filaret, are loc inaugurarea cu mare fast a liniei ferate București-Giurgiu, în prezența prim-ministrului.  Din Gara Filaret au plecat două garnituri; prima, denumită "Trenul de onoare Michaiu Bravu", condusă de sir John Trevor Barklay, și a doua, "Trenul Dunărea", condusă de Nicolae Tănase, primul mecanic de locomotivă român. (19 octombrie, stil vechi)
- 1892: Arthur Conan Doyle publică volumul de povestiri Aventurile lui Sherlock Holmes.
- 1920: Legea privind înființarea școlilor românești de studii superioare la Paris și Roma.
- 1922: Benito Mussolini devine cel mai tânăr premier din istoria Italiei.
- 1956: Contraamiralul american G.J.Dufek a devenit primul om care a reușit să aterizeze cu un avion la Polul Sud.
- 1968: Președintele american Lyndon B. Johnson ordonă încetarea bombardamentelor în nordul Vietnamului.
- 1984: Indira Gandhi, prim-ministru a Indiei, este asasinată de doi membri din garda sa de corp.
- 1991: Primele alegeri libere pentru președinție în Zambia.
- 1992: Biserica Catolică își recunoaște public greșeala comisă împotriva lui Galileo Galilei. Papa Ioan Paul al II-lea declară că Galileo Galilei a fost tratat injust de către Biserică. Galileo Galilei este absolvit de erezia care i-a adus condamnarea.[1]
- 1998: Începe criza dezarmării din Irak: Irak anunță că nu mai cooperează cu inspectorii ONU.
- 1999: Un Boeing 767 Egypt Air se prăbușește la aproximativ 100 km după decolare din New York, din cauza unei erori de pilotaj. Toți cei 217 de oameni de la bord sunt uciși.
- 2003: Mahathir Mohamad a demisionat din funcția de prim-ministru al Malaeziei. El fusese liderul țării timp de peste 22 de ani.
- 2015: Zborul Metrojet 9268 se prăbușește în centrul  Peninsulei Sinai după plecarea de pe Aeroportul International Sharm el-Sheih din Egipt către St. Petersburg, Rusia. Toate cele 224 de persoane aflate la bord au murit.[2] Prăbușirea avionului a fost provocată de o explozie (un atentat) care a avut loc la bordul aparatului de zbor.[3]
- 2020: Deschiderea aeroportului Berlin-Brandenburg după aproape 10 ani de întârzieri din cauza corupției și a problemelor de construcție a proiectelor. [4]

## Nașteri
- 1345: Regele Ferdinand I al Portugaliei (d. 1383)
- 1391: Eduard, rege portughez (d. 1438)
- 1424: Regele Vladislav al III-lea al Poloniei (d. 1444)
- 1632: Johannes Vermeer, pictor olandez (an de botez) (d. 1675)
- 1636: Ferdinand Maria, print elector de Bavaria (d. 1679)
- 1705: Papa Clement al XIV-lea (d. 1774)
- 1711: Laura Bassi, fiziciană italiană, prima femeie din lume care câștigă un scaun la universitate într-un domeniu științific (d. 1778)
- 1795: John Keats, poet britanic (d. 1821)

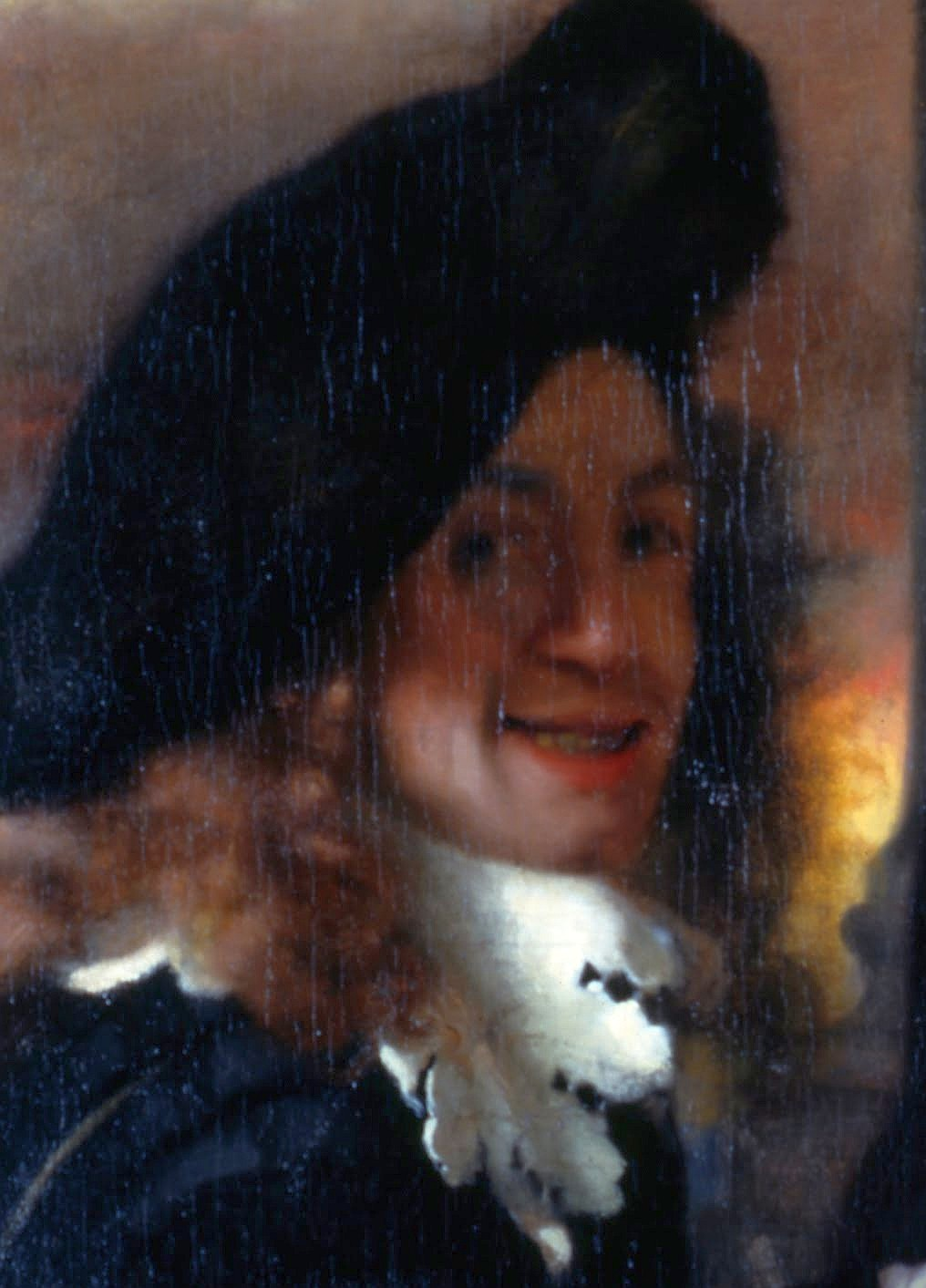
Johannes Vermeer, pictor olandez
John Keats, poet britanic
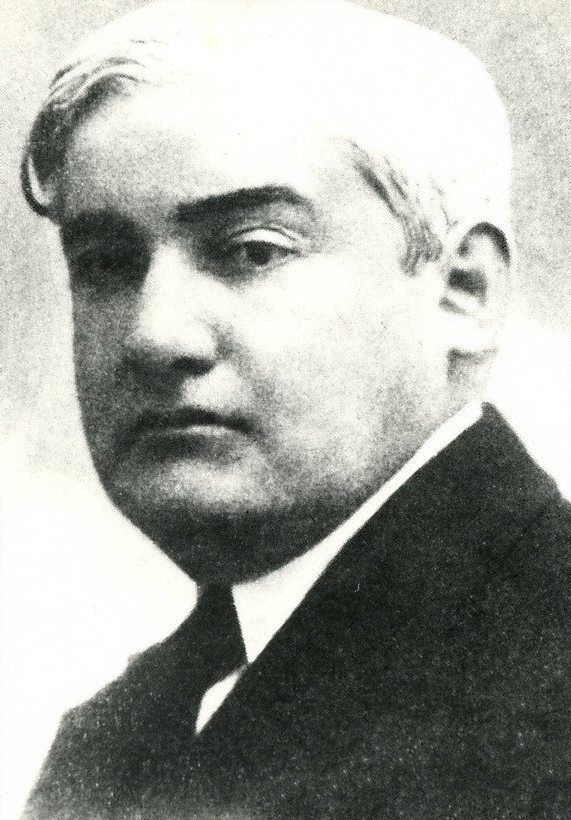
Eugen Lovinescu, critic literar român

- 1798: Antonio Cabral Bejarano, pictor spaniol (d. 1861)
- 1802: Charlotte Napoléone Bonaparte, nepoata de frate a lui Napoleon I (d. 1839)
- 1815: Karl Weierstrass, matematician german (d. 1897)
- 1821: Karel Havlíček Borovský,  scriitor ceh, traducător, jurnalist și om politic (d. 1856)
- 1832: Giulia Centurelli, pictoriță și poetă italiană (d. 1872)
- 1835: Adolf von Baeyer, chimist german (d. 1917)
- 1838: Luís I, rege portughez (d. 1889)
- 1851: Lovisa a Suediei, prințesă suedeză și regină a Danemarcei (d. 1926)
- 1857: Axel Munthe, medic și scriitor suedez (d. 1949)
- 1881: Eugen Lovinescu, critic și istoric literar, prozator și dramaturg român (d. 1943)
- 1883: Marie Laurencin, pictor francez (d. 1956)
- 1884: Marc Elder, scriitor francez, câștigător al Premiului Goncourt în 1913 (d. 1933)
- 1887: Chiang Kai-Shek, om politic chinez (d. 1975)
- 1892: Alexandr Alehin, campion mondial de șah francez-rus (d. 1946)
- 1896: Ethel Waters, actriță americană (d. 1977)
- 1898: Ralph Erwin, compozitor de șlagăr și film austriac (d. 1943)
- 1902: Carlos Drummond de Andrade, scriitor brazilian (d. 1987)
- 1903: Joan Robinson, economistă britanic (d. 1983)
- 1905: Harry Harlow, etolog american (d. 1981)
- 1912: Jean Améry, scriitor austriac (d. 1978)
- 1912: Ollie Johnston, pictor american (d. 2008)
- 1918: Ian Stevenson, cercetător american (d. 2007)
- 1920: Henri Wald, filozof român (d. 2002)
- 1920: Gunnar Gren, fotbalist suedez (d. 1991)
- 1920: Helmut Newton, fotograf german (d. 2004)
- 1920: Fritz Walter, fotbalist german (d. 2002)
- 1922: Barbara Bel Geddes, actriță americancă (d. 2005)
- 1922: Norodom Sihanouk, rege cambodgian (d. 2012)
- 1925: John A. Pople, matematician britanic, laureat al Premiului Nobel (d. 2004)
- 1927: Lee Grant, actriță americană

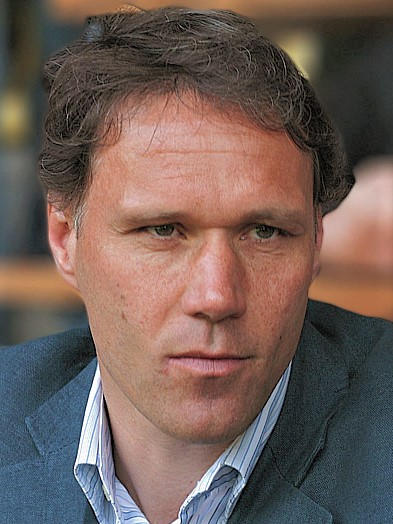
Marco van Basten, fotbalist olandez
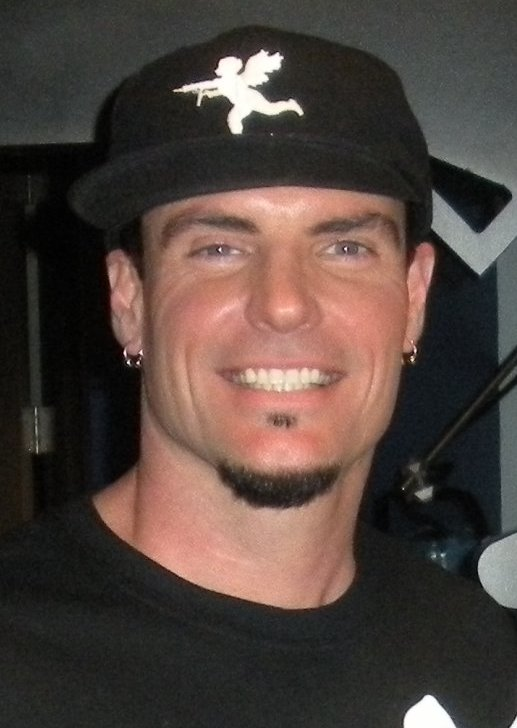
Vanilla Ice, rapper american
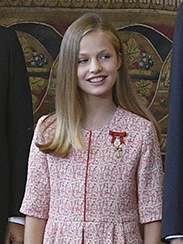
Infanta Leonor a Spaniei, prințesă de Asturia

- 1929: Bud Spencer, actor italian (d. 2016)
- 1930: Michael Collins, astronaut american (Apollo 11, 1969), (d. 2021)
- 1936: Michael Landon, actor american (d. 1991)
- 1936: Siminică, artist acrobat (d. 2018)
- 1942: David Ogden Stiers, actor și muzician american (d. 2018)
- 1950: John Candy, comic și actor canadian (d. 1994)
- 1950: Zaha Hadid, arhitectă irakiană (d. 2016)
- 1961: Peter Jackson, regizor neo-zeelandez
- 1963: Rob Schneider, actor, scenarist și regizor american
- 1964: Marco van Basten, fotbalist olandez
- 1967: Vanilla Ice, rapper și actor american
- 1970: Otilia Bădescu, jucătoare română de tenis de masă
- 1978: Martin Verkerk, jucător de tenis olandez
- 1988: Sébastien Buemi, ciclist elvețian
- 1990: Emiliano Sala, jucător de fotbal argentinian (d. 2019)
- 2000: Willow Smith, cântăreață americană
- 2005: Infanta Leonor a Spaniei, primul copil al Regelui Filip al VI-lea al Spaniei

## Decese
- 1517: Fra Bartolomeo, pictor italian (n. 1472)
- 1713: Ferdinando de' Medici, Mare Prinț de Toscana (n. 1663)
- 1723: Cosimo al III-lea de' Medici, Mare Duce de Toscana (n. 1642)
- 1732: Regele Victor Amadeus al II-lea al Sardiniei (n. 1666)

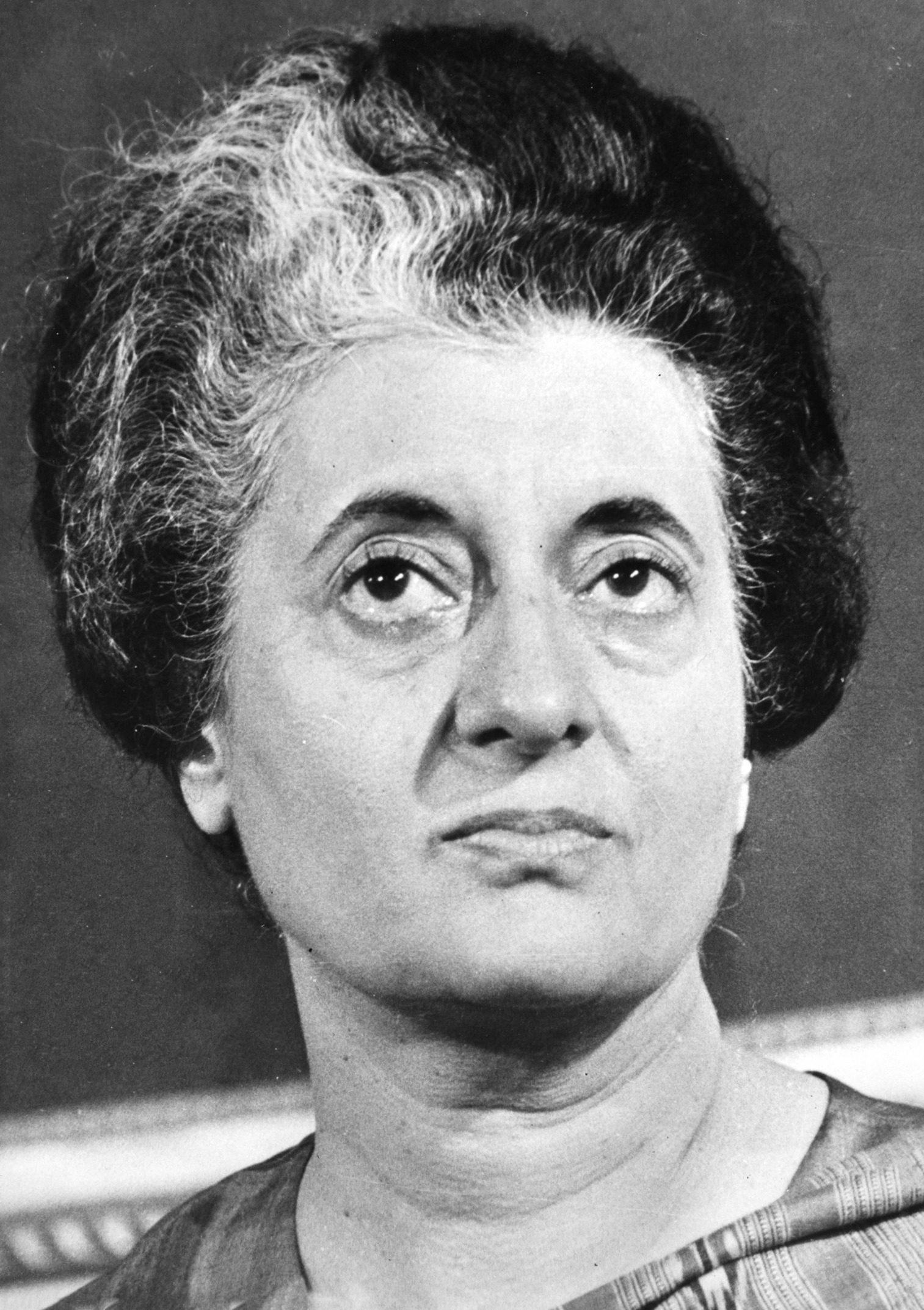
Indira Gandhi, prim-ministru indian
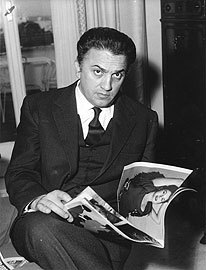
Federico Fellini, regizor italian
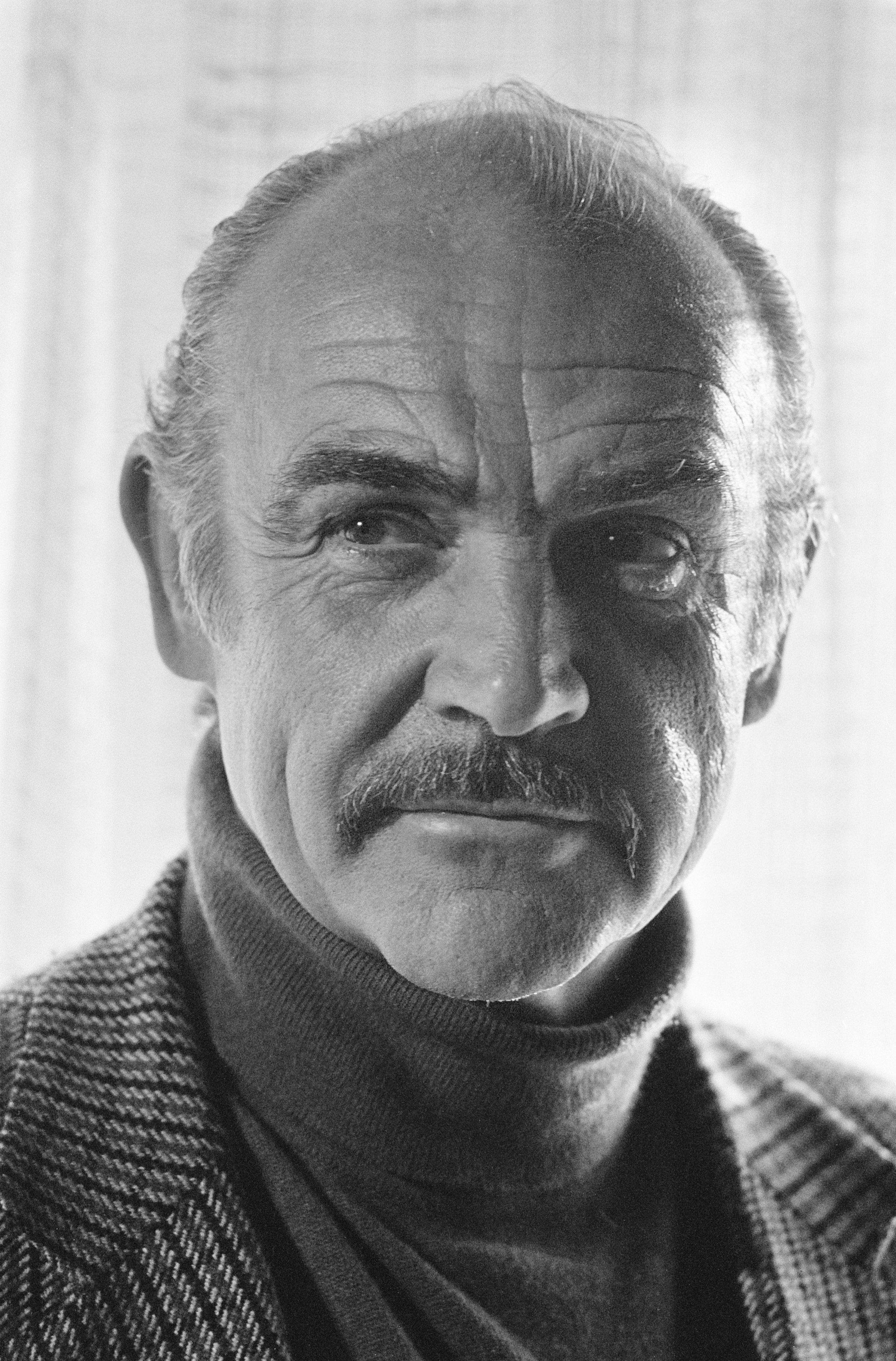
Sean Connery, actor britanic

- 1765: Prințul William, Duce de Cumberland, fiul cel mic al regelui George al II-lea al Marii Britanii (n. 1721)
- 1768: Francesco Maria Veracini, violonist și compozitor italian (n. 1690)
- 1785: Frederic al II-lea, Landgraf de Hesse-Cassel (n. 1720)
- 1786: Prințesa Amelia a Marii Britanii, fiică a regelui George al II-lea (n. 1711)
- 1918: Egon Schiele, pictor austriac (n. 1890)
- 1938: Henri Royer, pictor francez (n. 1869)
- 1939: Albrecht, Duce de Württemberg (n. 1865)
- 1955: Albert Dauzat, lingvist francez (n. 1877)
- 1960: Mircea Florian, filosof român (n. 1888)
- 1972: Onisifor Ghibu, profesor român de pedagogie (n. 1883)
- 1984: Indira Gandhi, prim-ministru indian (n. 1917)
- 1986: Robert S. Mulliken, fizician și chimist american (n. 1896)
- 1993: Federico Fellini, regizor italian (n. 1920)
- 1993: River Phoenix (n. River Jude Bottom), actor, muzician și activist american (n. 1970)
- 2017: Mircea Drăgan, regizor român (n. 1932
- 2020: Sean Connery, actor britanic (n. 1930)

## Sărbători
- Sfinții Stahie, Amplie, Urban, Aristobul și Narcis (calendarul ortodox și greco-catolic)
- Ziua Reformei (calendarul luteran)
- Ziua Internațională a Mării Negre
- Halloween